# Chanzeaux
Chanzeaux korábbi község Franciaország Loire mente régiójában, Maine-et-Loire megyében. 2015. december 15-én tizenegy másik korábbi községgel egyesült és Chemillé-en-Anjou új község része lett.
Lakosainak száma 1134 fő (2018. január 1.). Chanzeaux Beaulieu-sur-Layon, Champ-sur-Layon, Chemillé, Valanjou, La Jumellière, Rablay-sur-Layon, Val-du-Layon és Chemillé-Melay községekkel határos.

## Népesség
A település népességének változása:
| Lakosok száma | 1159 | 1084 | 948  | 907  | 944  | 1092 | 1174 | 1177 | 1173 | 1134 |
|               | 1962 | 1968 | 1982 | 1990 | 1999 | 2008 | 2011 | 2013 | 2017 | 2018 |